# Allmosen
Allmosen (niedersorbisch Wołobuz) ist ein Ortsteil der südbrandenburgischen Stadt Großräschen im Landkreis Oberspreewald-Lausitz.

## Geografie
Allmosen liegt in der Niederlausitz am neu entstehenden Sedlitzer See im Lausitzer Seenland.
Allmosen ist der östlichste Ortsteil der Stadt Großräschen. Westlich schließen sich der Ortsteil Dörrwalde und Großräschen an und nordwestlich der Ortsteil Woschkow. Nördlich und östlich grenzen Orte der Gemeinde Neu-Seeland, im Norden Leeskow und Bahnsdorf im Osten. In nordöstlicher Richtung liegt die Stadt Neupetershain. In südwestlicher Richtung schließt sich Sedlitz an, ein Ortsteil der Stadt Senftenberg.

## Geschichte

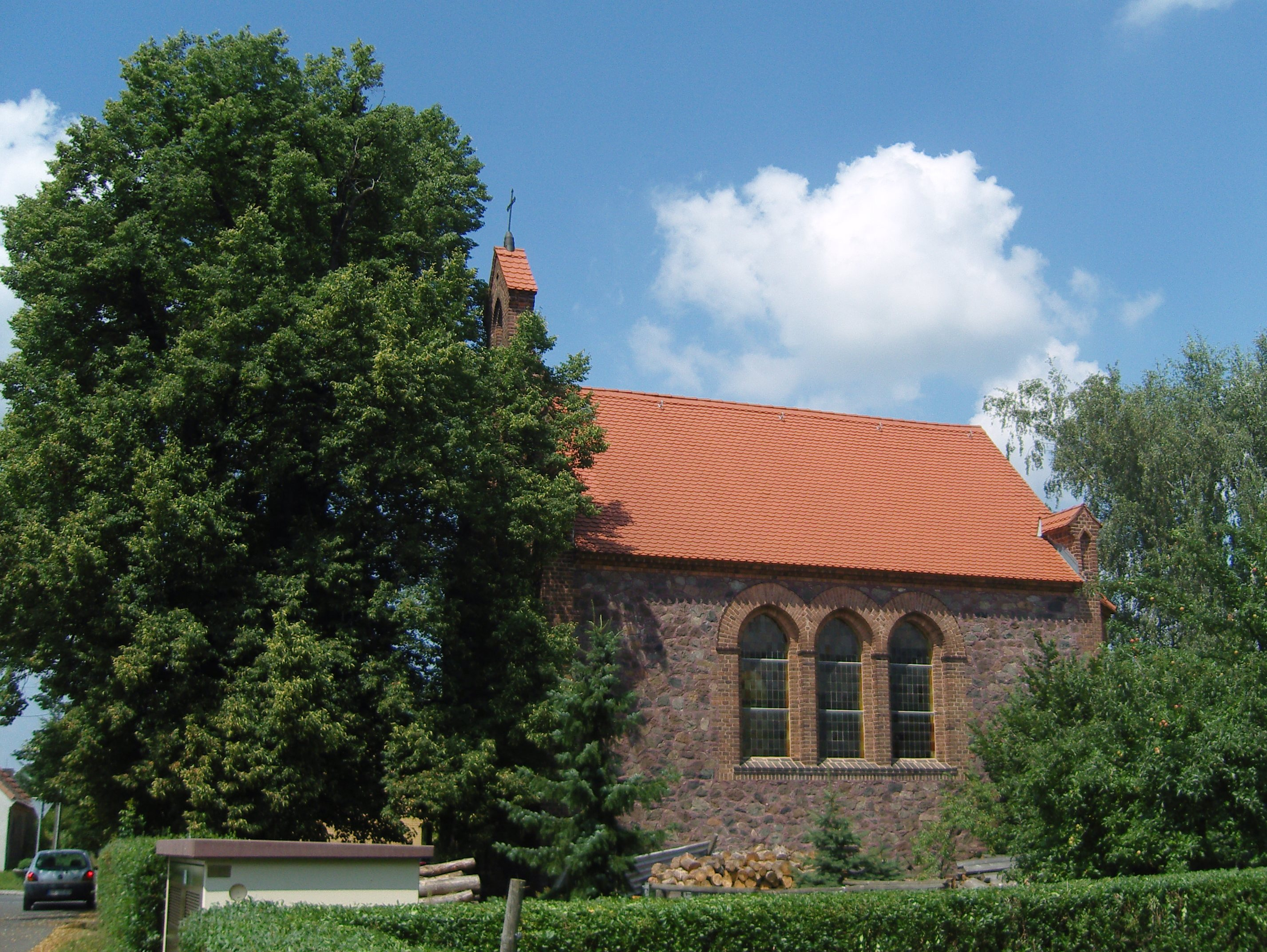
Denkmalgeschützte Dorfkirche mit den flankierenden Linden

### Ortsgeschichte
Allmosen wurde 1536 erstmals urkundlich erwähnt. Wenig später, im Jahr 1548, brannte der Ort ab. Gemeinsam mit dem benachbarten Bahnsdorf gehörte Allmosen zur Herrschaft Cottbus, die an das Kurfürstentum Brandenburg kam. Der Ortsname von Allmosen ist vom sorbischen Personennamen Wolibud abgeleitet, die Schreibweise wurde später angepasst.
Im Jahr 1861 erbaute man im Ort eine Schule und 1864 eine Ziegelei und eine Windmühle. Die Freiwillige Feuerwehr gründete sich 1911. Bei der Verwaltungsreform in der DDR im Juli 1952 kam Allmosen an den neugegründeten Kreis Senftenberg. 1964 erfolgte der Anschluss an das Wasserleitungsnetz. Zum 1. Januar 1974 wurde Allmosen, am 1. Juni 1974 Lieske in die Gemeinde Bahnsdorf eingegliedert. Infolge der Wende war Allmosen ab dem 6. Mai 1990 wieder eine selbständige Gemeinde. Ab 1992 gehörte sie zum Amt Großräschen. Zum 31. Dezember 2001 wurde Allmosen nach Großräschen eingemeindet.

### Einwohnerentwicklung
Wegen der Eingemeindung liegen zwischen 1974 und 1990 sowie nach 2001 keine amtlichen Einwohnerzahlen vor.
Durch den Neubau von 17 Häusern stieg von 1990 bis 1999 die Einwohnerzahl um 50 Prozent.
| Einwohnerentwicklung in Allmosen von 1875 bis 2000 | Einwohnerentwicklung in Allmosen von 1875 bis 2000 | Einwohnerentwicklung in Allmosen von 1875 bis 2000 | Einwohnerentwicklung in Allmosen von 1875 bis 2000 | Einwohnerentwicklung in Allmosen von 1875 bis 2000 | Einwohnerentwicklung in Allmosen von 1875 bis 2000 | Einwohnerentwicklung in Allmosen von 1875 bis 2000 | Einwohnerentwicklung in Allmosen von 1875 bis 2000 | Einwohnerentwicklung in Allmosen von 1875 bis 2000 | Einwohnerentwicklung in Allmosen von 1875 bis 2000 | Einwohnerentwicklung in Allmosen von 1875 bis 2000 | Einwohnerentwicklung in Allmosen von 1875 bis 2000 |
| Jahr                                               | Einwohner                                          | Jahr                                               | Einwohner                                          | Jahr                                               | Einwohner                                          | Jahr                                               | Einwohner                                          | Jahr                                               | Einwohner                                          | Jahr                                               | Einwohner                                          |
| -------------------------------------------------- | -------------------------------------------------- | -------------------------------------------------- | -------------------------------------------------- | -------------------------------------------------- | -------------------------------------------------- | -------------------------------------------------- | -------------------------------------------------- | -------------------------------------------------- | -------------------------------------------------- | -------------------------------------------------- | -------------------------------------------------- |
| 1875                                               | 185                                                | 1933                                               | 201                                                | 1964                                               | 169                                                | 1989                                               | –                                                  | 1993                                               | 102                                                | 1997                                               | 138                                                |
| 1890                                               | 217                                                | 1939                                               | 196                                                | 1971                                               | 176                                                | 1990                                               | 110                                                | 1994                                               | 110                                                | 1998                                               | 141                                                |
| 1910                                               | 218                                                | 1946                                               | 236                                                | 1981                                               | –                                                  | 1991                                               | 104                                                | 1995                                               | 107                                                | 1999                                               | 153                                                |
| 1925                                               | 221                                                | 1950                                               | 224                                                | 1985                                               | –                                                  | 1992                                               | 103                                                | 1996                                               | 120                                                | 2000                                               | 161                                                |

## Kultur und Sehenswürdigkeiten
Im Jahr 1864 wurde die Allmosener Dorfkirche fertiggestellt, die mit den flankierenden Linden zu den Denkmalen der Stadt Großräschen zählt.

## Wirtschaft und Infrastruktur

### Verkehr
Durch Allmosen führt die Bundesstraße 169 von Senftenberg nach Cottbus.